# Gérard Quintyn
Gérard Quintyn (ur. 2 stycznia 1947 w Choisy-le-Roi) – francuski kolarz torowy, dwukrotny medalista mistrzostw świata.

## Kariera
Największe sukcesy w karierze Gérard Quintyn osiągnął podczas mistrzostw świata w Leicester w 1970 roku. W sprincie indywidualnym amatorów Francuz zdobył brązowy medal, ulegając jedynie swemu rodakowi Danielowi Morelonowi oraz Duńczykowi Pederowi Pedersenowi. Na tych samych mistrzostwach Quintyn wspólnie z Morelonem zdobył także brązowy medal w wyścigu tandemów. Dwa lata później wystartował na igrzyskach olimpijskich w Monachium, jednak rywalizację w sprincie indywidualnym zakończył już w eliminacjach. Ponadto dwukrotnie stawał na podium zawodów sprinterskich w Paryżu: w 1970 roku był drugi, a trzy lata później zajął trzecie miejsce.